# ددواله
ددواله (به انگلیسی: Dadwala) یک منطقهٔ مسکونی در پاکستان است که در پنجاب واقع شده‌است. ددواله ۱۱۱ متر بالاتر از سطح دریا واقع شده‌است.